# Ricardo Bofill Taller de Arquitectura

Fondé il y a plus de 60 ans (1963), le Ricardo Bofill Taller de Arquitectura (RBTA) reste à l’avant-garde du design urbain et des professions architecturales. Le siège d’El Taller est situé à Barcelone en Espagne, dans une cimenterie reconvertie, appelée « La Fabrica ». Son équipe est formée de talents variés provenant de plus de 20 pays, allant d’architectes et d’urbanistes à des graphistes et des économistes. Avec plus de 1 000 projets dans 40 pays, cette équipe pluridisciplinaire et globale applique une sensibilité culturelle à chacun de ses projets, que ce soit de l’architecture, de l’urbanisme ou du design.

## Création
Créé en 1963 par Ricardo Bofill, le Ricardo Bofill Taller de Arquitectura a réuni une équipe pluridisciplinaire avec de nombreux talents composée d’architectes, d’ingénieurs, de planificateurs, de sociologues, d’écrivains, de cinéastes et de philosophes. L’entreprise récupéra le savoir-faire caractéristique de l’architecture traditionnelle Catalane, tout en proposant des espaces qui défiaient les normes culturelles, sociales et architecturales de l’époque. Ricardo Bofill Taller de Arquitectura a voulu résoudre des problèmes d’urbanisation locaux dans le contexte politique et social Espagnol. Le besoin d’approcher des projets à  grande échelle mena El Taller à concevoir une méthodologie pointue mais organique basée sur la formation géométrique des éléments dans l’espace.

## Personnages clés

### Ricardo Bofill
Ricardo Bofill a rejoint en 1963 l’entreprise familiale, et a fondé le Ricardo Bofill Taller de Arquitectura. Depuis sa création, il est le directeur et le président des nombreux bureaux de l’entreprise partout dans le monde. Né en 1939 à Barcelone en Espagne, il a entamé ses études à l’École d’Architecture de l’université de Barcelone et a été diplômé de l’École de Genève. Il est membre honoraire AIA et a reçu de nombreux prix d’architecture partout dans le monde. Par ailleurs, c’est un auteur publié, il a co-écrit « Espaces d’une vie » et « L’Architecture des Villes ».

### Peter Hodgkinson
Peter Hodgkinson est un architecte partenaire qui fait partie du Taller depuis 1966. Il est né en Angleterre en 1940 et est diplômé de l’Architectural Academy à Londres. Il a été publié dans de nombreux journaux spécialisés comme : AR, AD, Records, etc. Il a tenu des conférences en Australie, Afrique du Sud, Angleterre, France, Pays-Bas, Écosse, etc. Il a particulièrement étudié toutes les facettes de la conception du projet architectural, où il a gagné une grande expérience dans la résolution de problèmes fonctionnels impliquant les flux et les circulations.

### Jean-Pierre Carniaux
Jean-Pierre Carniaux est un architecte partenaire qui fait partie du Taller depuis 1976. Il a dirigé les anciens bureaux de l’Agence à New York City en 1986. Il est né en France en 1951 et a étudié les mathématiques à l’Université de Paris et l’Architecture au Massachusetts Institute of Technology (MIT). Le travail en design de Jean-Pierre Carniaux au cours des quinze dernières années va du design du Théâtre national de Catalogne, au développement à usage mixte de 240 000 m2 pour un quartier Antigone à Montpellier en passant par le siège de Shiseido à Tokyo ou bien le design des bouteilles de parfum pour Christian Dior. 
Il a participé aux projets du nouvel aéroport de Barcelone, d’un gratte ciel de 50 étages à Chicago, et d’un Palais des Congrès à Madrid. Son travail l’a mené à Moscou, Paris, New York, Montréal, Tokyo, sans oublier beaucoup de villes en France.

## La Fabrica

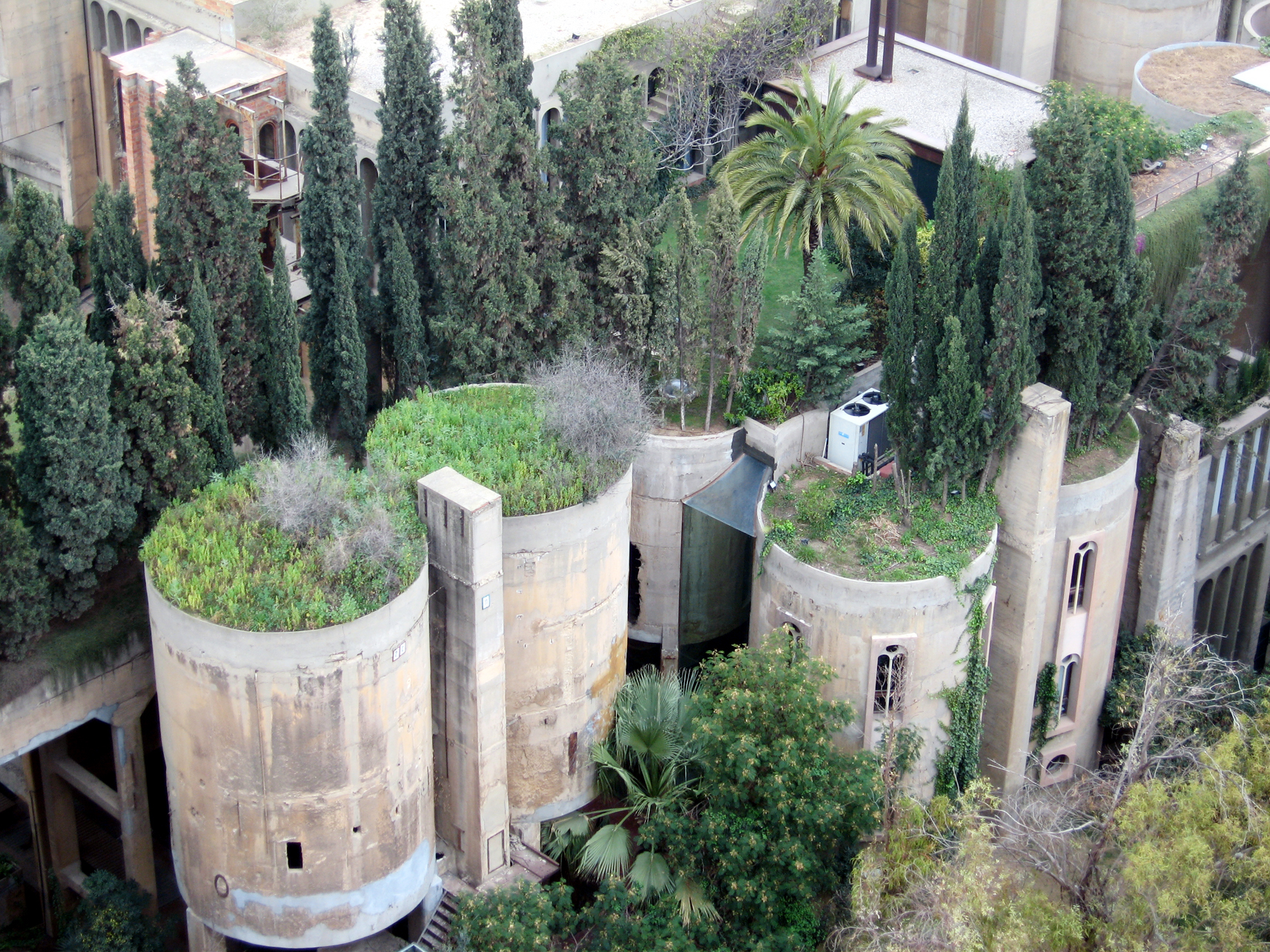
Taller d’Arquitectura Sant Just Desvern

La transformation de l’usine en un studio d’architecture est un processus de destruction comme une manière de création de l’espace. De nombreux éléments et structures de l’ancienne zone industrielle ont été démolis, faisant apparaître d’anciennes formes cachées.
Ce qui reste désormais est un mélange hybride de Mémoire et de Futur. Les 8 silos restants sont devenus des bureaux, un laboratoire de maquettes, des archives, une librairie, une salle de projection et un espace gigantesque connu sous le nom de « La Cathédrale », utilisé pour des expositions, des concerts, et toute une série d’évènements culturels liés aux activités professionnelles de l’architecte.
Une fois que les espaces ont été définis, débarrassés du béton et entourés par un nouveau paysage, l’étape suivante était celle d’inventer un nouveau programme pour l’utilisation de ces espaces. Le projet est une négation pratique du fonctionnalisme : la fonction n’a pas créé la forme, mais a prouvé que chaque espace peut être utilisé pour ce que l’architecte désire.
Le projet de rénovation a incorporé différents langages architecturaux ; le néo-gothique Catalan et des éléments surréalistes qui rendent hommage au passé industriel du bâtiment.
Aujourd’hui, « La Fabrica » fait office d’espace de travail pour El Taller, de vastes bureaux et un open space de travail, des aires de réunion retirées et une résidence privée pour Ricardo Bofill, le tout au milieu de jardins luxuriants.

## Approche

### Approche générale
Une méthodologie de design spécifique à l’entreprise, formalisée pendant les 50 dernières années, se concentre sur le dialogue entre l’architecte, les développeurs et  les partenaires locaux. Bofill revendique qu’en engageant toutes les parties concernées pendant la totalité du processus, du commencement, jusqu’à après la finalisation du projet, les travaux du Taller sont définis par les besoins et les souhaits de ceux qui les habitent. L’approche singulière permet à El Taller de s’adresser à tous les projets, aussi bien ceux à petite échelle que ceux à grande échelle, avec la même rigueur.  
Un thème constant dicte le travail du Taller de Arquitectura de Ricardo Bofil, indépendamment du lieu, de la décennie ou de la typologie – celui de ce que l’entreprise elle-même nomme la « Mémoire-Future ». Son travail est dessiné en s’inspirant du passé, en faisant référence aux histoires locales, aux compositions classiques, et/ou aux méthodes de construction traditionnelles, tout en imaginant et en innovant d’un point de vue stylistique et éditorial afin de satisfaire les besoins et les souhaits de la communauté qui habitera ces espaces. Le présent, la conception de ces espaces, se trouve entre l’introspection et la prospection – Mémoire-Future.
L’utilisation d’une perspective historique dans son approche du design permet à l’équipe d’avoir une analyse continue et l’interprétation d’une culture donnée et de son héritage architectural. En se différenciant des modèles de planning urbain Socialistes et Corbuséens qui ont créé des espaces mal utilisés et vides en créant des blocs citadins isolés et répétitifs, le Taller de Arquitectura de Ricardo Bofill propose lui un modèle de ville Méditerranéenne durable. Ce modèle est défini par un réseau d’espaces publics qui relient des rues et des places proportionnellement normalisées.
Dans son livre « Espaces d’une vie » Ricardo Bofill évoque, « il est essentiel de récupérer la discipline développée lors de la conception des villes de la Renaissance. Personnellement, je soutiens une stratégie de croissance urbaine contrôlée, organisée et proprement planifiée (…) mon engagement a toujours été guidé par les mêmes principes – disposer une ville en ligne selon les idées d’Ildefons Sardà, l’ingénieur civil qui a conçu le magnifique district de Barcelone au pattern quadrillé, connu comme l’Eixample. L’extension urbaine doit avoir ses limites et ne doit pas, au prétexte de la continuité, annexer d’autres villes. Le design urbain doit être réintroduit dans des districts existants en isolant, préservant et rénovant certaines zones, en les transformant en de vraies communautés avec des centres commerciaux, des places, des rues, des façades et bien sûr, des limites ».
La récurrence de villes à usage-mixte dans leurs travaux, avec ce que l’entreprise nomme « urbanisme intégré », suggère la forte conviction de El Taller qu’une ville appartient de façon égale et est partagée parmi toutes les classes socio-économiques. Dans tous ses projets d’échelle urbaine, un cœur fondamental de logements sociaux persiste.

### Les années 1960 et 1970 (régionalisme critique)
Les travaux les plus anciens d’El Taller sont caractérisés par une architecture populaire locale, faisant référence à l’architecture traditionnelle Catalane. Il en est ainsi dans la résidence à Ibiza de Bofill, une résidence au bord de la mer qui utilise des matériaux et des méthodes locaux. Cette stratégie architecturale, applique une logique géométrique dans l’organisation des éléments dans l’espace. D’abord développée d’une façon théorique avec le projet La ville dans l’Espace, l’approche formelle a trouvé sa manifestation concrète en 1975 avec la construction d’un ensemble résidentiel subventionné, Walden 7. Le complexe d’appartements comprend 14 étages avec 446 appartements qui en maximisent l’échelle et la complexité. Dans un article pour Architectural Design, Vincent Scully décrit Walden 7  comme un bâtiment sauvagement expressionniste, mi Gaudi, mi Archigram. Des modules d’appartements à répétition, avec des micro terrasses privées, reliés à travers de saisissantes cours intérieures avaient pour but de repenser le logement social. 
Le Château de Kafka est localisé à Sant Pere de Ribes en Espagne et a été conçu en 1968. Le projet est un hommage à Franz Kafka. Au lieu de développer le projet avec un site, un plan et un contexte, Bofill a mis en œuvre une série d’équations mathématiques qui ont généré les positions des quatre-vingt-dix logements, ainsi que la position du bâtiment. Même si le château de Kafka garde des similitudes éditoriales avec les blocs d’appartements typiquement espagnols, le dessin de ce complexe d’appartements diffère grandement. Des cubes préfabriqués sont assemblés, selon deux équations mathématiques qui génèrent leur emplacement en relation avec une tour de circulation verticale.
La Muralla Roja, créée en 1973, poursuit la recherche de l’entreprise sur la manifestation organique de la forme, le fait d’imposer des critères définis et un lieu. La couleur définit chaque fonction structurelle, en servant de chercheurs de place tectonique pour le bâtiment à forme de labyrinthe. Malgré son esthétisme parfait, Muralla Roja est une référence claire aux racines méditerranéennes architecturales, en particulier aux tours adobes nord africaines et aux Kasbahs. 
Le prototype expérimental Xanadu reflète la théorie de l’équipe d’une ville jardin dans l’espace. Le bâtiment veut représenter un château, se manifestant sous la forme du rocher Peñon de Ifach situé à proximité. Le module possède des détails d’architecture locale, des rampes courbées, et des éléments du toit, qui synthétisent des principes modernistes avec l’esthétique traditionnelle.
Au début des années 1970, El Taller commença à collaborer avec le gouvernement Algérien sur des sujets liées à l’urbanisme et au domaine du logement. Ce jeune travail en Algérie culmine deux ans plus tard avec la construction du projet de logement d’architecture locale, le village agricultural Houari Boumédienne, dans la partie sud-est du pays.

### Les années 1970 et 1980 (le classicisme moderne)
En harmonie avec les efforts faits en Espagne et en Algérie, une équipe supplémentaire a commencé à travailler à Paris en 1971, en créant de nombreux projets pour les villes nouvelles françaises. Le siège est déplacé à Paris et El Taller déplace son attention sur la construction industrialisée du logement social et l’élaboration de plans directeurs. Durant cette phase, des éléments symboliques sont incorporés dans les bâtiments et les plans, qui référencent le style de l’architecture française monumentale. Pour Bofill, il était évident qu’une forme permanente ou intégrale de couverture murale était nécessaire pour les futurs bâtiments, et c’est exactement ce qu’il fit. Il conçut les divers éléments afin de s’exprimer non pas dans un jargon ésotérique mais dans la langue classique ancienne Européenne complète avec des colonnes, des pilastres, des éléments champêtres, des frontons, des corniches et des balustrades.
Dans le livre auto-publié, Mémoire-Futur, El Taller justifie son utilisation de proportions et de formes classiques car cela permettait une enquête en profondeur de l’articulation entre mémoire historique et liberté, entre conception et expression. Pour cela, il a créé un dictionnaire, une grammaire et un langage appliqués à la composition architecturale, « en réécrivant » le vocabulaire occidental, classique.
Les propositions de logements urbains, la Petite Cathédrale et Les Espaces D’Abraxas, représentent le spectre des idées de logements sociaux intégrés dans ces monuments inhabités. Les Espaces d'Abraxas fouillent dans la manipulation de formes classiques d’architecture, aboutissant en un hybride nouveau et différent de logement.
La construction simultanée de quatre projets – Les Arcades du Lac et Le Viaduc à Saint-Quentin-en-Yvelines, Le Palais d’Abraxas, Le Théâtre, et L’Arc à Marne-la-Vallée, Les Echelles du Baroque in Paris, et Antigone à Montpellier – marque l’une des périodes les plus prolifiques de El Taller. Construit sur deux décennies, le quartier Antigone de Montpellier comprend 4 millions de pieds carrés de développement à usage multiple. La planification urbaine à grande échelle est typique de la Méditerranée. En utilisant une architecture classique pour fournir une échelle humaine et de la proportion, Antigone souhaite rompre avec la monotonie des constructions préfabriquées pour créer un palace pour les gens. C’est le langage classique repensé et reconstitué en termes de technique industrielle contemporaine de construction pré fabriquée en béton, assemblé pièces par pièces dans un ordre discret encore plus systématique que dans celui utilisé dans la construction classique, plus ancienne, plus travaillée, et modelée à la main.

### Années 1990-aujourd’hui (urbanisme intégré)
Ricardo Bofill décrit le travail de l’entreprise comme variant  « d’un type d’urbanisme de continuité urbaine Méditerranéen et Européen à un type d’urbanisme Américain fait de pièces séparées et de la combinaison des deux types. En même temps, le « Taller » a été capable de s’adapter de l’échelle de voisinage au dessin de villes. Chaque ville, comme tout individu, a sa propre identité et sa personnalité : ceci lui fournit un élément clé pour son propre projet urbain. »
El Taller travaille avec les représentants des villes et des gouvernements ainsi qu’avec les développeurs privés afin d’aider à repenser l’expansion des villes grâce à la structure des plans directeurs. El Taller a notamment pris part à des compétitions de plans directeurs à grande échelle comme le Boston Central Artery (artère centrale de Boston), qui est devenu le Big Dig ;  l’Extension de la Ville de Moscou en 2012 qui cherchait à déménager le centre fédéral à l’extérieur du Kremlin et qui a doublé les limites de la ville; et plus récemment au Dallas Connected City Design Challenge, qui tente de régénérer le centre-ville et de le lier à un nouveau parc près de la rivière.
Ricardo Bofill Taller de Arquitectura utilise « le design [urbain comme] l’« instrument pour l’organisation de l’espace” conservant les grandes traditions classiques Italiennes et Françaises dans lesquelles c’est le mélange des usages qui donne la forme de la ville. Une rue, une place, un parc sont des parties essentielles du design. L’usage mixte et une nouvelle théorie de la centralité deviennent les forces déterminantes » De nombreux projets clé dans des villes Européennes sont les manifestations physiques de ces recherches. Les Jardins Turia à Valence, Espagne, Le Crescent, localisé sur le bord de mer de Salerne, Italie, sont des centres urbains qui apparaissent modernes mais qui maintiennent l’organisation mixte gréco-romaine des centres-villes. 
L’entreprise transporte la même philosophie sur tous les continents mais infuse chaque culture locale dans son design. Kawazaki Plaza de Tokyo est un centre commercial qui s’intègre avec le métro et son design propre et moderne peut être interprété stylistiquement comme une réflexion sur le mode de vie rapide et obsédé par la technologie de cette culture.
Alternativement, la nouvelle Université Polytechnique Mohammad IV, qui devrait être terminée en 2014, maintient les matériaux, les formes et les décorations traditionnelles Islamiques de l’architecture Marocaine mais les transforme à travers une utilisation progressive des proportions et des plans. Cela souligne l’intention de l’université qui pousse l’innovation au sein de sa propre culture et de son peuple.
Depuis les années 1980 et 1990, l’essentiel du travail du Ricardo Bofill Taller de Arquitectura dérive du Classicisme Contemporain pour lequel l’entreprise s’est fait connaitre. Il s’agit toutefois d’un dérivé du Classicisme plus que d’un écart – alors que l’essentiel de ces constructions est axé sur la technologie et l’efficacité de l’acier, El Taller continue à utiliser les proportions du classique dans la composition de chaque structure.
Walker 77,  créé en 1992 et opérant actuellement comme le siège d’United Airlines, localisé à Chicago, est dessiné pour imiter un temple Grec, étiré dans la forme d’un gratte-ciel. La tour comporte tous les éléments d’une colonne classique – en formant une base, une expansion verticale et une couronne. De façon similaire, le siège parisien de BNP Paribas, maintient la forme classique d’un temple mais est entièrement construit en verre et en acier.
Beaucoup des projets récents de El Taller maintiennent des proportions classiques mais accentuent les représentations culturelles et fonctionnelles et technologiques. Le siège de Shiseido au cœur du Quartier de Ginza à Tokyo est dessiné pour être autant un reflet de l’identité de la marque qu’une construction traditionnelle japonaise. À Barcelone, le W Hotel Barcelona, localement connu sous le nom de La Vela, est un monument visible pour la culture méditerranéenne qui définit les gens, tout en restant contemporain, tout comme la marque hôtelière qu’il représente.
La finalisation récente du Terminal 1 de l’aéroport de Barcelone, à travers son design et l’utilisation du verre et de l’acier maximise les besoins opérationnels et d’efficacité énergétique pour un terminal d’un aéroport international. Sa forme, qui suggère le vol, et l’utilisation de lumière et de vue sur la mer, devient l’objectif pour les voyageurs.
Alors que le Ricardo Bofill Taller de Arquitectura travaille sur différents types de projets, de plans directeurs à des résidences de luxe, le cœur de son business et de ses intérêts reste les logements sociaux qu’il continue à créer à travers le monde. El Taller utilise toujours le préfabriqué comme manière de construire de grandes quantités de logements, de façon effective et à un coût moindre et continue à utiliser « des compositions classiques pour résoudre la monotonie du préfabriqué, comme on a pu le voir au Monchyplein de La Haye, ou dans de nombreux nouveaux projets en Russie.

## Prix et récompenses
- 2009: Prix Vittorio De Sica d’Architecture
- 2009: Prix d’Excellence pour l’ensemble des Réalisations. The Israelí Building Center
- 1996: Membre honoraire du Bund Deutscher Architekter (BDA) Bonn, Allemagne
- 1995: Doctorat Honoris Causa, Université de Metz, France
- 1989: Prix d’Architecture en Belgique, Ordre des Architectes Conseil du Brabant, Bruxelles.
- 1989: Prix architecture de Chicago, Illinois Council/American Institute of Architects/Architectural Record, Chicago, États-Unis.
- 1989: Récompensé par l’Académie Internationale de Philosophie de l´Art, Berne, Suisse.
- 1985: Membre honoraire de l’Institut Américain des Architectes
- 1984: Officier de l’Ordre des Arts et des Lettres, Ministère de la Culture, Paris, France.
- 1980: Prix d’Architecture de la ville de Barcelone pour la rénovation de l’usine de ciment à Sant Just Desvern, Barcelone, Espagne.
- 1979: Architecte agréé par l’ordre National des Architectes, Paris, France.
- 1978: Prix International A.S.I.D. (American Society of Interior Designers), New York.
- 1968: Doctorat Fritz Schumacher Honoris Causa, Université de Hambourg, Allemagne.

## Projets sélectionnés

### Commerciaux
- Desigual Headquarters, Barcelone, Espagne. Réalisé en 2012
- W Hotel, Barcelone, Espagne. Réalisé en 2010
- Congress Centre Konstantinovsky, Saint Petersburg, Russie. Projet 2009
- Shangrila Hotel, Pékin, Chine. Réalisé en 2008
- Funchalcentrum, Funchal, Ile de Madeira, Portugal. Réalisé en 2007
- Lazona, Kawasaki Plaza, Japon. Réalisé en 2006
- A Coruna Convention & Exhibition Center. Espagne. Réalisé en 2005
- Atrium Saldanha, Lisbonne, Portugal. Réalisé en 1998
- Fnac à La Illa Diagonal, Barcelone, Espagne. Réalisé en 1996
- Stefanel Shops, Rome, Milan, Turin, Bologne et Rimini, Italie. Réalisé 1994
- Madrid Congress Center, Espagne. Réalisé en 1993
- Mercure Hotel, Montpellier, France. Réalisé en 1992
- United Arrows, Tokyo, Japon. Réalisé en 1992
- Domaine Chateau Lafite-Rothschild, Pauillac, France. Réalisé en 1986

### Bureaux
- Tomorrow Plaza, Shenyang, Chine. Conçu en 2013
- Karlin Hall, Prague, République Tchèque. Réalisé 2013
- Signature Tower III, Gurgaon, Inde. Conçu en 2012
- Corso II, Prague, République Tchèque. 2008
- La Porte, Luxembourg. Réalisé en 2005
- Logistics Park Office Complex, Barcelone, Espagne. Réalisé En en 2002
- Cartier Headquarters, Paris, France. Réalisé en 2002
- Citadel Center, Chicago, USA. Réalisé en 2003
- Nexus Ii, Barcelone, Espagne. Réalisé en 2002
- Shiseido Building, Tokyo, Japon. Réalisé en 2001
- Corso Karlin, Prague, République Tchèque. Réalisé en 2000
- Karlin Palace, Prague, République Tchèque. Réalisé en 1999
- 180 North Lasalle, Chicago, États-unis. Réalisé en 1999
- Casablanca Twin Center, Casablanca, Maroc, Réalisé en 1998
- Banque Paribas, Paris, France. Réalisé en 1997
- Axa Headquarters, Paris, France. Réalisé en 1999
- Ayohama Palacio, Tokyo, Japon. Réalisé en 1998
- Hubber Laboratories Office Building, Barcelone, Espagne. Réalisé en 1993
- Hotel Costes K, Paris, France. Réalisé en 1993
- G.a.n. Offices, Paris, France. Réalisé en 1992
- Christian Dior Headquarters, Paris, France. Réalisé en 1992
- 77 West Wacker Drive (United Building), Chicago, États-unis. Réalisé en 1992
- Taller De Arquitectura Offices, Paris, France. Réalisé en 1991
- Decaux Offices, Paris, France. Réalisé en 1991
- Swift Headquarters, La Hulpe, Belgique. Réalisé en 1989
- Rochas Headquarters, Paris, France. Réalisé en 1987
- Ricardo Bofill Taller De Arquitectura Headquarters, Sant Just Desvern, Espagne. Réalisé en 1975

### Infrastructures de transports
- T1 At Barcelona Airport. Espagne. Réalisé en 2009
- Maritime Station, Savone, Italie. Réalisé en 2003
- Module 5 At Barcelona Airport, Espagne. Réalisé en 2003
- Extension To Malaga Airport, Espagne. Réalisé en 2000
- Extension To Barcelona Airport, Espagne. Réalisé en 1992
- Bologna High Speed Station, Italie. Projet 1993-1998

### Masterplans
- Salerno Sea Front, Salerne, Italie. Conçu en 2014
- Moscog Agglomeration, Russie. Compétition 2013
- Villareal De Santo Antonio, Portugal. Projet 2011
- Bibirevo Microrayon, Moscou, Russie. Projet 2009
- Barcelona New Port Mouth, Espagne. Réalisé en 2009
- Colombo’s Resort, Ile De Porto Santo, Portugal. Project 2001-2007
- Port Of Savona, Italie. Réalisé en 2005
- Monchyplein, La Haye, Pays-Bas. Réalisé en 2004
- Antigone Quarter, Montpellier, France. Réalisé en 1999
- San Juan De Puerto Rico. Projet 1999
- La Place De L’europe, Luxembourg. Réalisé en 1998
- Plateau Kirchberg, Luxembourg. Réalisé en 1998
- Port Of Kobe, Japon. Projet 1991
- Boston Artery, États-unis. Compétition 1988
- Agricultural Village Houari Boumedienne, Abadla, Algérie. Réalisé en 1980
- Les Halles, Paris, France. Projet en 1975

### Infrastructures culturelles et sportives
- University Mohammed Vi, Benguerir, Maroc. Conçu en 2014
- Miguel Delibes Cultural Center, Valladolid. Réalisé en 2007
- Olympic Swimming, Montpellier, France. Réalisé en 1996
- National Institute For Sports And Physical Education, Barcelone, Espagne. Réalisé en 1991
- Shepherd School Of Music, Houston, États-unis. Réalisé en 1991
- L’arsenal, Metz, France. Réalisé en 1989
- The Sanctuary Of Meritxell, Andorre. Réalisé en 1977
- National Theatre Of Catalonia, Barcelone, Espagne. Réalisé en 1997

### Aménagements paysagers
- Manzanares Park. Madrid, Espagne. Réalisé en 2003
- L’aire Des Volcans, Clermont Ferrand, France. Réalisé en 1991
- Turia Gardens, Valence, Espagne. Réalisé en 1988
- Aiguera Park, Benidorm, Espagne. Réalisé en 1987
- Marca Hispanica, Le Perthus, Frontière Franco-espagnole. Réalisé en 1976

### Logements
- Supershine Upper East Side, Beijing, Chine. Réalisé en 2008
- Apartment Tower, Savone, Italie. Réalisé en 2007
- The Reflections, Pékin, Chine. Réalisé en 2007
- Monchyplein, La Haye, Pays-Bas. Réalisé en 2004
- Platinum Tower, Beyrouth, Liban. Projet réalisé en 2003
- Maritime Front Block. Barcelone, Espagne. Réalisé en 2002
- Weidert Housing Complex, Luxembourg. Réalisé en 1999
- Pa Soder Crescent, Stockholm, Suède. Réalisé en 1992
- Le Port Juvenal, Montpellier, France. Réalisé en 1989
- Les Echelles de la ville, Montpellier, France. Réalisé en 1987
- Les Temples du Lac, Saint-Quentin-en-Yvelines, France. Réalisé en 1986
- Les Echelles du Baroque, Paris, France. Réalisé en 1985
- Belvedere Saint Christophe, Ville nouvelle de Cergy-pontoise, France. Réalisé en 1985
- La Place du Nombre d’or, Montpellier, France. Réalisé en 1984
- La Manzanera, Calpe, Espagne. Réalisé en 1982
- Les Espaces d’abraxas, Marne-la-vallée, France. Réalisé en 1982
- Les Arcades du Lac, Saint-Quentin-en-Yvelines, France. Réalisé en 1981
- Walden 7, Sant Just Desvern, Espagne. Réalisé en 1974
- Barrio Gaudi, Reus, Espagne. Réalisé en 1970
- Kafka’s Castle, Sitgès, Espagne. Réalisé en 1968
- Apartment Building, Nicaragua 99, Barcelone, Espagne. Réalisé en 1965.
- Apartment Buildings, Bach 4, Barcelone, Espagne. Réalisé en 1965
- Apartment Building, Bach, 28, Barcelone, Espagne. Réalisé en 1963

### Gouvernement
- Headquarters Of Languedoc-roussillon Government, Montpellier, France, réalisé en 1988

## Sources
“Hacia una formalización de la ciudad en el espacio” by Ricardo Bofill. Barcelona, Blume, 1968.
”Il linguaggio moderno dell'architettura” by Bruno Zevi, Torino, Einaudi, 1973.
“Ricardo Bofill Taller de Arquitectura” Architectural Design, Volume XLV. By Geoffrey Broadbent. July 1975
“Taller de Arquitectura” by José Agustín Goytisolo. Barcelona, Blume, 1976.
“Form Follows Fiasco” by Peter Blake. London, Little Brown & Co, 1977.
“The Language of Post-Modern Architecture” by Charles Jencks. London, Academy, 1977.
“ L'architecture d'un homme ”by Ricardo Bofill. Paris, Arthaud, 1978.
“Dopo l'architettura moderna” by Paolo Portoghesi. Roma-Bari, Laterza, 1980.
“Los Espacio de Abraxas. El Palacio. El Teatro. El Arco”by Ricardo Bofill. Paris, Éditions L'Equerre, 1981.
“ Ricardo Bofill, Projets Français 1978-1981. La Cité: Histoire et Téchnologie ”. Paris, Éditions L'Equerre, 1981.
“The isms of contemporary Architecture. The Palace of Abraxas” by Charles Jencks. Architectural Design n. 52, 1981.
“Prefabricated classicism. Three projects by the Taller de Arquitectura” by Mare Bédarida. Milano, Lotus International n. 36, 1982.
“The needs for roots” by Kenneth Frampton. San Francisc, Archetype n. 1, 1982.
“Prospects for a Critical Regionalism”. By Kenneth Frampton. . Perspecta, Vol. 20 p. 147-162. The MIT Press. 1983

“I progetti per l'anello olimpico di Barcellona” by Oriol Bohigas. Milano, Casabella n. 501, 1984.
“Drawing the City, Industry and Classicism” by Annabelle D'Huart and Ricardo Bofill.
Barcelona, Editorial Gustavo Gili, 1984.
“Ricardo Bofill - Taller de Arquitectura”, Global Architecture. Architects n. 4. New York, Rizzoli International, 1985.
“Le avventure del progetto urbano” by Mare Bédarida. Milano , Lotus n. 45, 1986.
“L'anacronismo e la grandeur. Il Giardino d'Europa” by Paolo Portoghesi. Florence, 1986
“Nuovi architetti: archeologia spagnola. Ricardo Bofill” by Fernando Santi. Abitare n. July 1986.
"The City: Classicism and Technology" Max Protetch Gallery. Artforum. Issue: 4/ 1986
Romaldo Giurgola, Jaimini Mehta, Louis I. Kahn. Bologna, Zanichelli, 1988. 
“Classicismo Moderno” by Robert A.M. Stern.London, Thames & Hudson 1988.
“Ricardo Bofill - Taller de Arquitectura: Buildings and Projects 1960-1985” by Warren A. James. New York, Rizzoli International, 1988.
“ Espaces d'une vie” by Ricardo Bofill and Jean-Louis André. Paris, Éditions Odile Jacob, 1989.
“ Un travail d'équipe ”, by Annabelle d'Huart and Ricardo Bofill. Paris, Éditions Moniteur, 1989.
“ Swift. Archìtecture et Technologie” by Jean Louis André and Patrick Genard. Nantes, Taller Design Éditeur, 1991.
“ Le due città” by Mare Bédarida. Milano, Lotus n. 71, 1992.
“ L'architecture des villes”by Ricardo Bofill and Nicolas Véron. Paris, Éditions Odile Jacob, 1992
”Memory-Future". Ricardo Bofill Taller de Arquitectura. Brescia, Punto Grafico s.d, 1993. 
“Ricardo Bofill, Progetti del Taller de Arquitectura” by Maurizio Bradaschia, d'Architettura n. 11, 1994
“Ricardo Bofìll - Taller de Arquitectura” by Bartomeu Cruells . Bologna, Zanichelli Editore, 1994
”Spazi di una vita” by Ricardo Bofill and Jean-Louis André. Venice, Il Cardo Editore, 1996
“La ciudad del arquitecto” by Ricardo Bofill and Nicolas Véron. Barcelona, Galaxia Gutenberg, 1998
“ I grandi architetti del Novecento” by Paolo Portoghesi. Roma, Newton & Compton editori, 1998
“Concorsi di architettura. Manuale di programmazione” by Riccardo Bedrone. Florence, Alinea, 2004
“City squares of the world” by Maria Teresa Feraboli. Vercelli, Edizioni White Star, 2007
“Architetto. Manuale per la professione” by Enrico Milone. Roma, Tipografia del Genio Civile, 2007
“Gli architetti italiani contro i concorsi?” by Francesco Dal Co. Bergamo, Casabellan. 775, 2009.
“El aeropuerto-pájaro de Bofill” El Paîs. Barcelona, Espagne 2013.
“Ricardo Bofill Taller de Arquitectura : Towards a Human Vernacular.” By Borges, Sofia. Berlin, Germany 2013.